# محرقة غزة (فبراير 2008)
عملية شتاء ساخن (بالعبرية: מבצע חורף חם‏)، Mivtza Horef Ham) أو محرقة غزة 2008 هي تسمية لعملية إسرائيلية موسعة جرت في قطاع غزة على مدار خمسة أيام في شهر فبراير 2008 بدعوى القضاء على عناصر حركة حماس المطلقة للصواريخ على الأراضي الإسرائيلية. وقد جاءت هذه التسمية بعد أن وصف وزير الدفاع الإسرائيلي إيهود باراك ما تفعله القوات الإسرائيلية في غزة بهولوكوست أو إبادة عرقية أو محرقة للفلسطينيين في قطاع غزة إثر مقتل جنديين إسرائيليين على يد عناصر من حركة حماس أثناء مقاومتها للقوات الإسرائيلية؛ فتبنى التسمية عدد كبير من الكتاب والمفكرين والشخصيات السياسية والدينية العرب والمسلمين، حيث يرونها اسم مناسب للعملية، حيث راح ضحيتها 116 شخص من ضمنهم 26 طفلاً فضلاً عن غيرهم من المدنيين ما بين قتيل وجريح. وفي نفس اليوم الذي أعلنت فيه انتهاء العمليات العسكرية في غزة؛ أعلنت مصادر إسرائيلية أنها كانت مرحلة أولى، وأنه قد تكون هناك عمليات أخرى في القريب.

## تسمية العملية
اشتهرت تسمية محرقة غزة على الهجوم الإسرائيلي على قطاع غزة في أغلب وسائل الإعلام العربية، في حين أطلق عليها الجيش الإسرائيلي اسم عملية الشتاء الساخن في ظل رفض تام لتسمية الهجوم بالمحرقة، حيث تشير بعض المصادر الإسرائيلية إلى وجود خطأ في ترجمة تصريحات وزير الدفاع الإسرائيلي، وتقول أن تصريح رئيس الوزراء يقول: «ما دام إطلاق صواريخ القسام يتكثف وما دام مدى الصواريخ تُطوّل، يعرض الفلسطينيون أنفسهم إلى كارثة أكبر» حيث يكمن الخلاف حول كلمة «شؤواه» (بالعبرية|שואה) وتعني الكارثة في حين كان اليهود أنفسهم يستخدمون ذات الكلمة للإشارة إلى محرقة اليهود الشهيرة بالهولوكوست.

## أهداف العملية
في الوقت الذي تصرح فيه إسرائيل بأن هذة العملية تستهدف ناشطي حركة حماس وإيقاف إطلاق الصواريخ على الأراضي الإسرائيلية؛ يرى بعض المحللين أن هناك أهدافاً خفية لهذة العمليات بالإضافة لاجتثاث حركة حماس من الوجود، يسعى رئيس الوزراء الإسرائيلي أولمرت للتغطية على تقرير فينوغراد والتخلص من تداعياته، كما يهدف كذلك لتحسين موقفه أمام الرأي العام الإسرائيلي بعد خسارته في جنوب لبنان في صيف 2006، وذلك بعد أن بزغ نجم إيهود باراك مرة أخرى على الساحة الإسرائيلية مع اقتراب موعد الانتخابات. ومن وجهة نظر أخرى يرى بعض المحللين العمليات رسالة دموية لتثبيط المقاومة الفلسطينية عن القيام بما اعتبروه حقها الشرعي في الدفاع عن أراضيها ، كما يعتبرونه إجهاضاً للتجربة الإسلامية في قطاع غزة.

## ردود الفعل العالمية
تباينت ردود الفعل العالمية على العملية، حيث نددت بها الحكومات والشعوب العربية واعتبرتها مذبحة للفلسطينيين وطالبت بوقفها، وخرجت المظاهرات في العديد من المدن العربية مستنكرة للعمليات ومطالبة بوقف الاعتداء على المدنيين في غزة.
وعلى مستوى الحكومات، جائت ردود الفعل كالتالي:
- فلسطين: وصف رئيس السلطة الفلسطينية محمود عباس ما حدث في غزة بأنه أكثر من محرقة، وإرهاب دولة.[1]

حركة حماس: حمل خالد مشعل رئيس المكتب السياسي لحركة حماس رئيس السلطة محمود عباس والحكام العرب مسؤولية ما وصفها بالمحرقة الإسرائيلية ضد الشعب الفلسطيني في قطاع غزة.
- الولايات المتحدة: وعلى النقيض تماماً جاء الموقف الأمريكي داعماً لإسرائيل، حيث حملت وزيرة الخارجية الأمريكية كوندوليزا رايس حركة حماس مسؤولية ما يحدث للمدنيين في غزة، واعتبرت ما تفعله إسرائيل دفاعاً عن النفس.[2]
- فرنسا: اعتبر وزير الخارجية الفرنسي برنارد كوشنير أن الاستفراس لن يأتي بأي نتيجة.[6]
- ألمانيا: التزمت الحكومة الألمانية الصمت التي وصفته جريدة الراية القطرية بالمخجل، ويعزي المحللون هذا الصمت تجاه أفعال إسرائيل الوحشية ضد الفلسطينيين إلى شعور الألمان بالذنب تجاه اليهود أو ما سموه العقدة الألمانية.[7]
- مصر: أعادت السلطات المصرية فتح حدودها مع قطاع غزة لاستقبال حوالي مائتي جريح فلسطيني، وتعد هذه هي المرة الأولى التي تسمح فيها السلطات المصرية بفتح الحدود بينها وبين قطاع غزة منذ أن قام مسلحون فلسطينيون بتفجير الجدار الحدودي بينهما.[8]
- إسرائيل: رفض رئيس الوزراء الإسرائيلي إيهود أولمرت وقف العمليات الإسرائيلية في قطاع غزة؛ وقال: «إسرائيل ليس لديها النية لوقف القتال ضد المنظمات الإرهابية (في غزة) ولو للحظة واحدة»، مضيفاً قوله: «لو أن هناك أحد يتوهم أن زيادة مدى (الصواريخ) سيدفعنا إلى تقليص عملياتنا العسكرية، فإنه بذلك يرتكب خطئاً جسيماً».[8]

وعلى مستوى المنظمات الدولية الحكومية والغير حكومية:
- مجلس الأمن الدولي: أدان مجلس الأمن الدولي العنف المتصاعد في غزة، ودعا الأمين العام للأمم المتحدة بان كي مون خلال جلسة طارئة لمجلس الأمن إسرائيل والفلسطينيين إلى وقف المواجهات بين الطرفين.[8]
- جامعة الدول العربية: وصف مجلس جامعة الدول العربية الهجوم الإسرائيلي بانه ارتكاب جرائم حرب وجرائم إبادة.[9]

## حصاد المعركة
خلفت العمليات الإسرائيلية 116 قتيل فلسطيني وأعداد كبيرة من الجرحى مات منهم 9 لتصبح الحصيلة 125 قتيل. وعلى الجانب الإسرائيلي قتل جنديين إسرائيليين ومواطن إسرائيلي إثر إطلاق حماس للصواريخ على الأراضي الإسرائيلية.